# Buri Ram
Buri Ram (thailändisch บุรีรัมย์, etwa: Stadt der Freude) ist eine Stadt (เทศบาลเมืองบุรีรัมย์) in der thailändischen Provinz Buri Ram. Sie ist die Hauptstadt des Landkreises (Amphoe) Mueang Buri Ram und der Provinz Buri Ram.
Die Stadt Buri Ram hat 27.862 Einwohner (Stand 2012).

## Geographie
Die Provinz Buri Ram liegt in der Nordostregion von Thailand, dem so genannten Isan.
Buri Ram liegt am südlichen Rand der Khorat-Hochebene, die in der heißen Jahreszeit äußerst trocken und in der Regenzeit überschwemmt ist. Die Entfernung zur Hauptstadt Bangkok beträgt etwa 400 Kilometer.

## Geschichte
Siehe auch: Geschichte Thailands
Buri Ram ist eine alte Siedlung der Khmer. Die Siedlungstätigkeit lässt sich bis ins 7. Jahrhundert nachweisen. Archäologische Grabstätten aus der prähistorische Besiedelung, sowie antike Ruinen aus der Dvaravati-Periode wurden hier entdeckt. Bedeutendsten sind die über 60 Tempelruinen aus Sandstein, die über die ganze Region verstreut zu finden sind. Überreste von Öfen zeugen von einer über 1000-jährigen handwerklichen Kultur zum Brennen von Gegenständen aus Ton.
Heute ist Buriram eine moderne Provinzstadt mit mehreren Shopping-Center und Krankenhäusern, sowie einer eigener Universität und guter Verkehrsanbindung. Wichtigster Wirtschaftszweig ist neben der Landwirtschaft der Tourismus. Mit dem Bau der Chang Arena hat der Fußball und mit der Motorsport-Rennstrecke Chang International Circuit der Motorsport Einzug in die Stadt gehalten. Außerdem haben sich viele Farang (Ausländer mit weißer Hautfarbe) hier niedergelassen, manche betätigen sich hier geschäftlich, die meisten sind jedoch mit einer Thailänderin verheiratet und wollen hier ihren Ruhestand verbringen.
Gesprochen wird in Buri Ram vorwiegend Thai, Lao und Khmer.

### Siegel
Das Siegel der Stadt Buri Ram zeigt einen Elefanten, der das Symbol der Verfassung in Form eines Gefäßes hält. Dies soll die städtische Unterstützung des demokratischen Systems darstellen.

## Verkehr

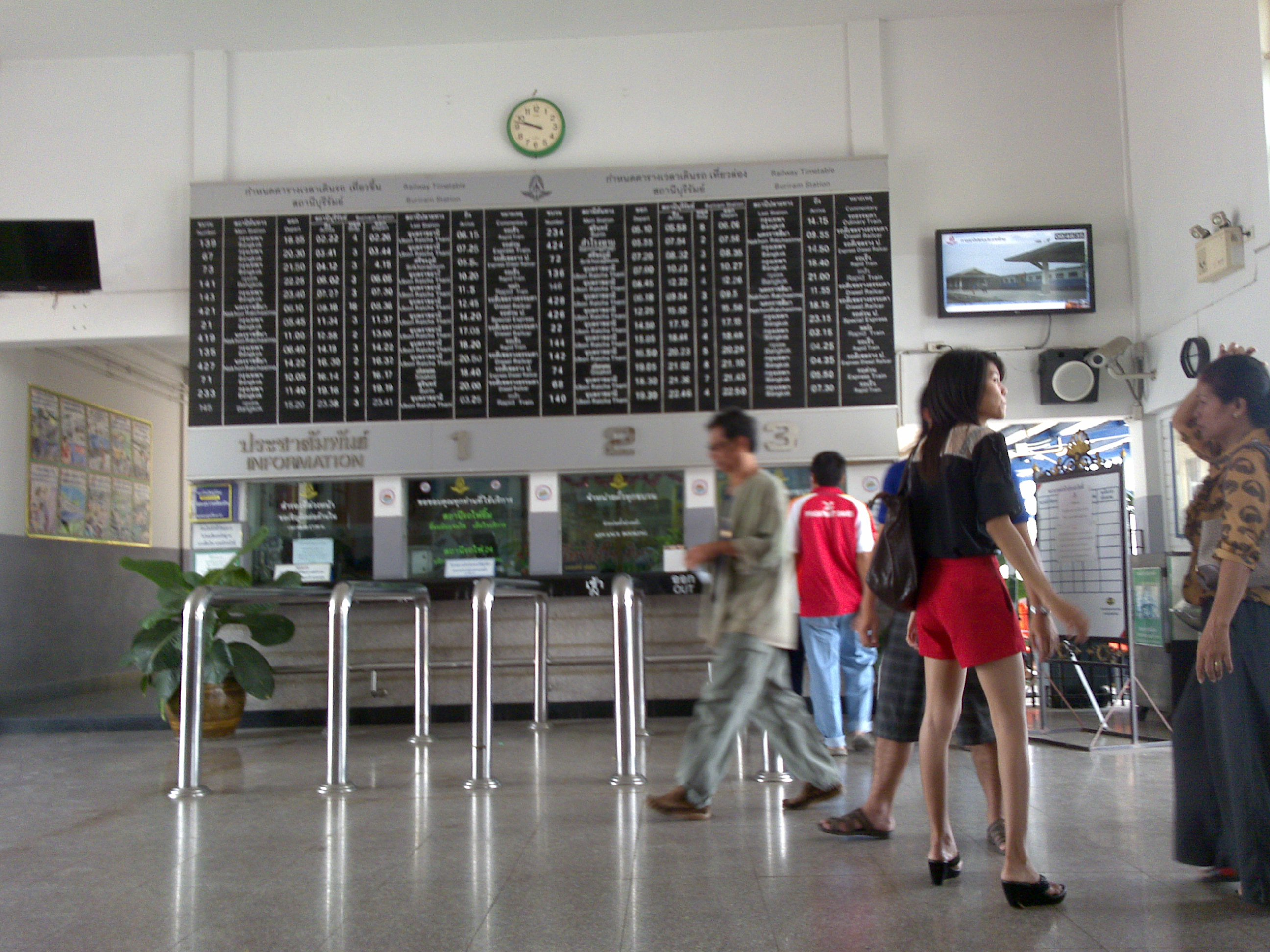
Bahnhof Buri Ram (2012)

### Flugverkehr
Flughafen Buriram (ท่าอากาศยานบุรีรัมย์; ICAO-Code: VTUO)
Der Flughafen liegt etwa 30 Kilometer nordöstlich vom Stadtzentrum von Buri Ram entfernt und ist per Taxi oder Tuk Tuk zu erreichen.

### Bahnverkehr
Buri Ram besitzt einen Bahnhof an der Bahnstrecke Nakhon Ratchasima–Ubon Ratchathani, einer Verlängerung der von Bangkok kommenden Nordostbahn.

### Busverkehr
Buri Ram hat ein Fernbus-Terminal.

### Straßenverkehr
- Route 218
- Route 219
- Route 226
- Route 2074

## Bildung

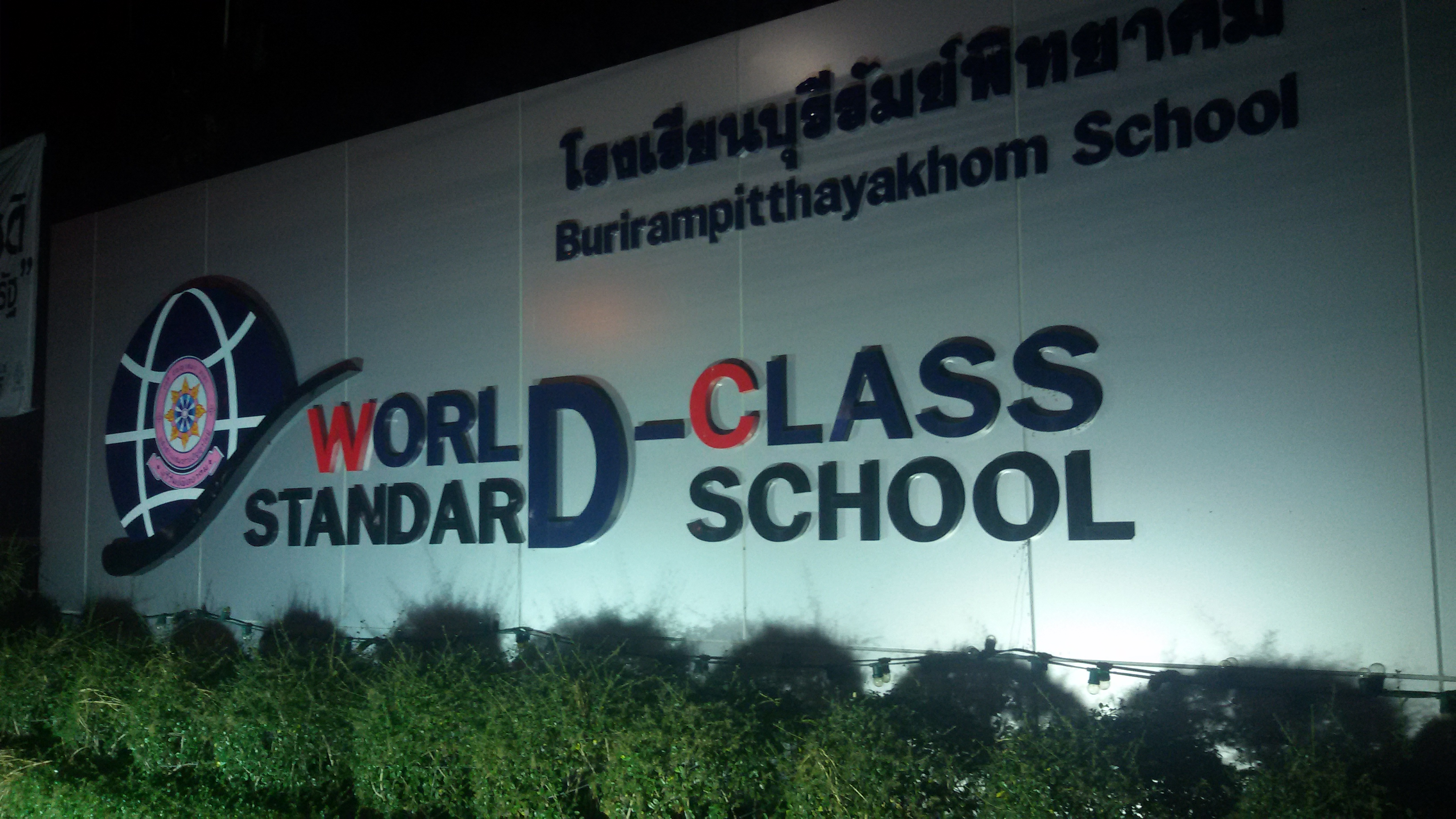
Buriram Phitthayakhom Schule

### Universitäten
- Rajabhat-Universität Buriram (มหาวิทยาลัยราชภัฎบุรีรัมย์)
- Ramkhamhaeng-Universität – Regional Campus (มหาวิทยาลัยรามคำแหง)

### Colleges
- Buriram Community College (วิทยาลัยชุมชนบุรีรัมย์)[4]
- Buriram College of Agriculture and Technology (วิทยาลัยเกษตรและเทคโนโลยีบุรีรัมย์)[5]
- Buriram Technical College (วิทยาลัยเทคนิคบุรีรัมย์)[6]

### Schulen
- Buriram Phitthayakhom School (โรงเรียนบุรีรัมย์พิทยาคม)

## Sehenswürdigkeiten
- Romburi Park (สวนรมย์บุรี)

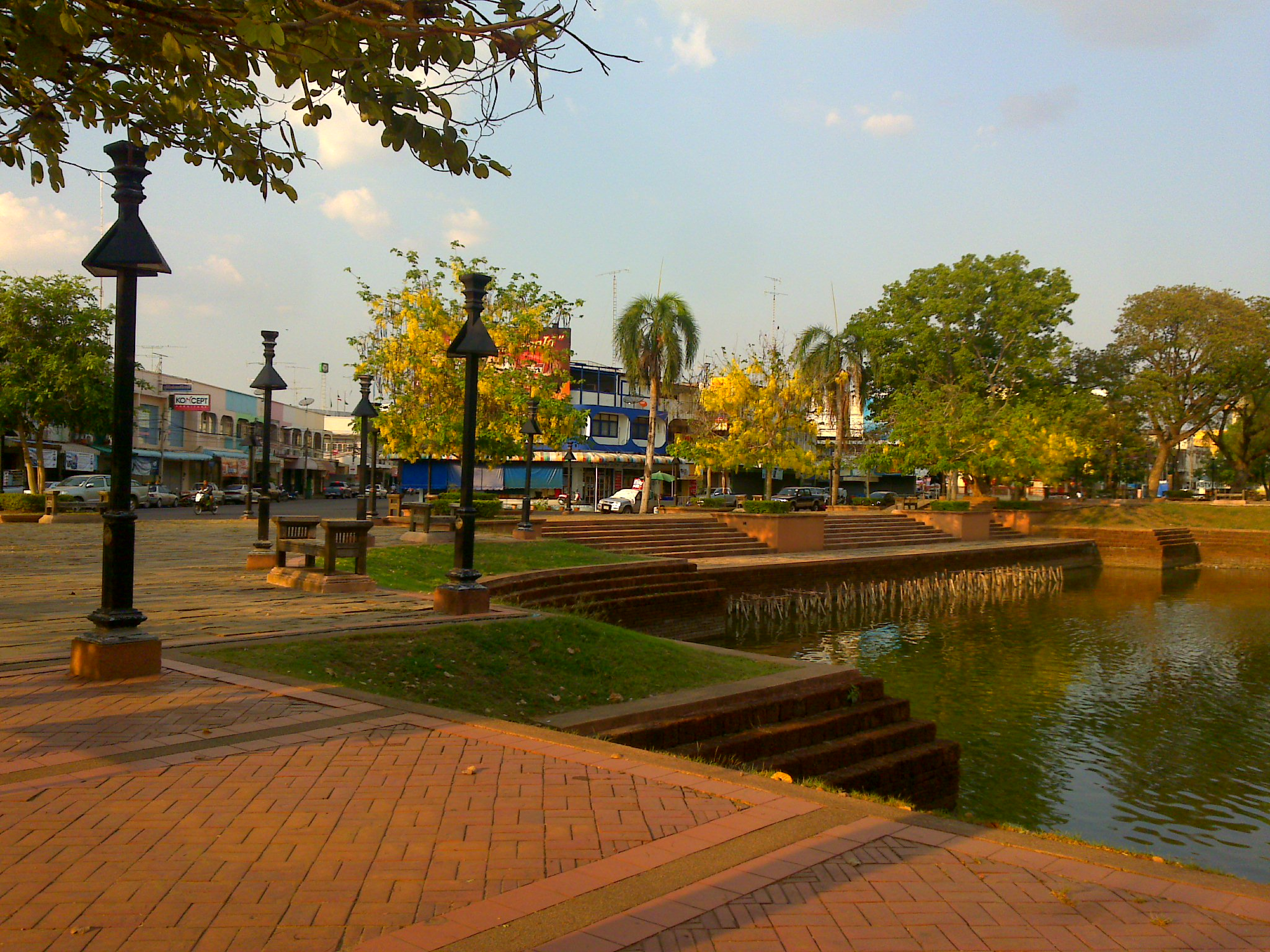
Romburi Park

- Art and Culture Centre der Pittayakom Schule (ศูนย์ศิลปวัฒนธรรม โรงเรียนบุรีรัมย์พิทยาคม)[7]
- Waldpark Khao Kradong (วนอุทยานเขากระโดง) – etwa 6 km außerhalb von Buri Ram liegt ein kleiner Naturpark um einen erloschenen Vulkan; auf der Höhe des Berges findet sich eine große Buddha-Figur, Phra Suphatbophit.
- Kradong-Stausee (อ่างเก็บน้ำกระโดง)
- Stausee Huai Talat und Vogelpark Buri Ram (อ่างเก็บน้ำห้วยตลาดและสวนนกบุรีรัมย์)
- Chang Arena, Fußballstadion
- Chang International Circuit, Rennstrecke

## Persönlichkeiten
- Kroekphon Arbram (* 2003), Fußballspieler
- Chalermsak Aukkee (* 1994), Fußballspieler
- Newin Chidchob (* 1958), Politiker
- Sathapon Daengsee (* 1988), Fußballspieler
- Suriya Domtaisong (* 1981), Fußballspieler
- Theerayut Duangpimy (* 1982), Fußballspieler
- Nopphon Lakhonphon (* 2000), Fußballspieler
- Lalisa Manobal (* 1997), K-Pop-Sängerin
- Apiwat Pengprakon (* 1988), Fußballspieler
- Thirapak Prueangna (* 2001), Fußballspieler
- Chakrit Rawanprakone (* 1991), Fußballspieler
- Akarawit Saemaram (* 1997), Fußballspieler
- Anukorn Sangrum (* 1984), Fußballspieler
- Hassachai Sankla (* 1991), Fußballspieler
- Apiwit Sapram (* 1997), Fußballspieler
- Rachen Sobunma (* 1996), Fußballspieler
- Sarayut Sompim (* 1997), Fußballspieler
- Watthanapong Tabutda (* 1987), Fußballspieler